# Henriëtte Asscher
Henriëtte Sophia Asscher (geboren 18. Juli 1858 in Amsterdam; gestorben 9. April 1933 ebenda) war eine niederländische Malerin.

## Leben und Werk

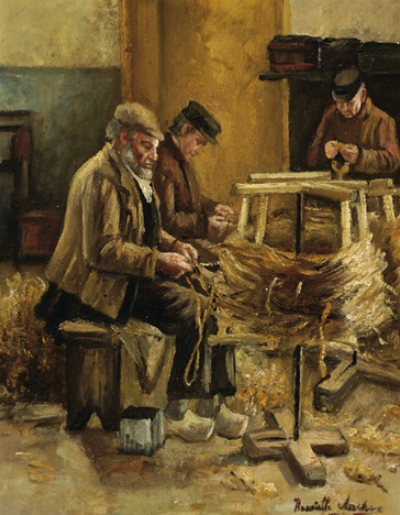
Besenmacher, vor 1933

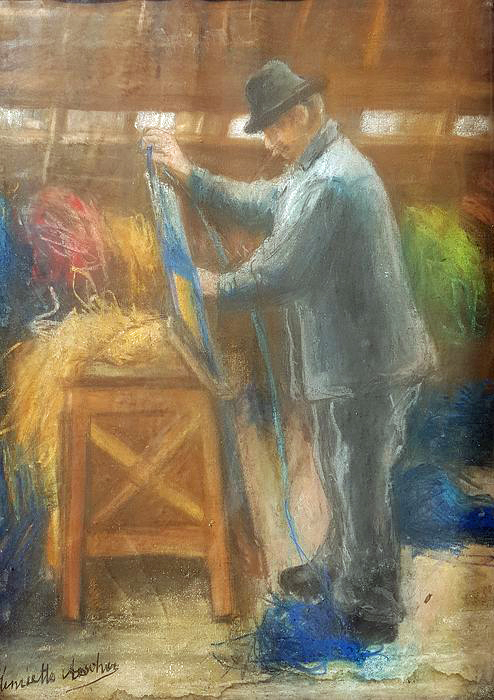
Der Weber, vor 1933

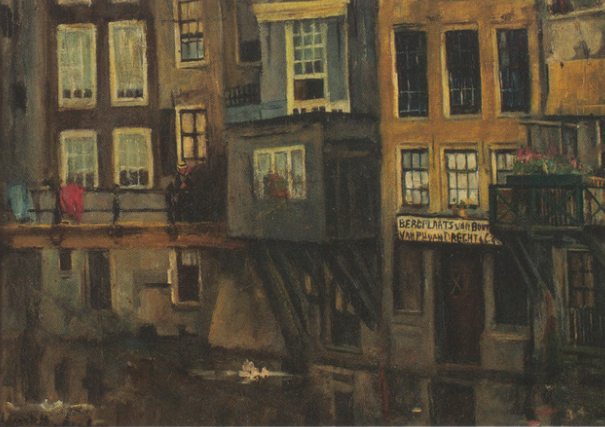
Ein Stück Amsterdam, vor 1933

Henriëtte Asscher wurde am 18. Juli 1858 in Amsterdam geboren. Ihr Vater war Philip Benjamin Asscher, ihre Mutter Louise Heijerman. Da die Familie jüdischen Glaubens war, wurden mehrere ihrer Geschwister in Vernichtungslager ermordet. Ihre Geschwister waren: Anna (1857–1908), Eva (1859–1943) im Vernichtungslager Sobibor, Rosalia (1860), Elisabeth (1862–1943) Sobibor, Josephus (1863–1919), Leontine (1864–1943) Sobibor, Benjamin (1867–1943) im Durchgangslager Westerbork, Estella (1873–1943) Sobibor und Martha (1869). Henriëtte Asscher starb am 10. April 1933 in Amsterdam.
Philip Asscher war Chirurg und konnte Henriëtte eine Schulbildung und Ausbildung zur Malerin finanzieren. Um zu üben, besuchte sie das Rijksmuseum und kopierte dort Gemälde. Sie besuchte die Rijksakademie van beeldende kunsten sowie die Rijksnormaalschool voor Teekenonderwijzers und wurde von Eduard Frankfort unterrichtet. Beruflich begann sie ab ihrem dreißigsten Lebensjahr zu malen, da sie damit ihren Lebensunterhalt nicht bestreiten konnte, arbeitete sie in den Sommermonaten auch in anderen Berufen. Sie malte oft Stillleben, aber auch viel in Altenheimen. Henriëtte war Mitglied der Kunstenaarsvereniging Sint Lucas und Arti et Amicitiae in Amsterdam. Weitere jüdische Künstler dort waren Martin Monnickendam, David Blanes und Samuel Garf. Sint Lucas organisierte Ausstellungen im Stedelijk Museum, wo regelmäßig Henriëtte Asschers Werke ausgestellt wurden.
Henriëtte Asschers Schülerinnen waren Hendrika van Gelder und Charlotte Pothuis.